# Elise Ottesen-Jensen
Elise Ottesen-Jensen, znana również jako Ottar (ur. 2 stycznia 1886 w Høyland, zm. 4 września 1973 w Sztokholmie) – szwedzko-norweska dziennikarka, popularyzatorka edukacji seksualnej oraz aktywistka polityczna o poglądach anarchistycznych.   

## Życiorys
Córka pastora, urodziła się jako 17 z 18 dzieci, w gminie Høyland (od 1965 część Sandnes) w okręgu Rogaland. Jej młodsza siostra, Maghlid, zaszła w ciążę w młodym wieku. Ojciec postanowił wysłać ją do Danii, gdzie miała urodzić i zostawić dziecko. Maghild nic nie mówiono o ciąży ani o porodzie, przez co ta obawiała się, że jej żołądek po prostu pęknie. Po urodzeniu dziecko zostało matce odebrane, co z czasem wzbudziło w niej uczucie tęsknoty, które w efekcie doprowadziło Maghild do samobójstwa. Elise nigdy nie mogła wybaczyć swojemu ojcu za doprowadzenie do tej sytuacji, a los jej siostry był motywem jej zaangażowania w walkę o prawa kobiet. 
Marzeniem Elise było zostać dentystką, ale eksplozja w laboratorium chemicznym w liceum okaleczyła jej palce, tym samym niwecząc jej szanse na kontynuowanie kariery dentystycznej. Zamiast tego zaczęła pracować w gazecie i ostatecznie została dziennikarką. Zawsze kwestionowała kazania swojego ojca i wcześnie doszła do wniosku, że nie jest chrześcijanką. W podobnym czasie odkryła swoją sympatię wobec socjalistów, z którymi współpracowała już do końca życia. 
Kilka razy podejmowała się zorganizowania kobiet z klasy robotniczej. Wkrótce jednak zaczęła otrzymywać prośby o porady w sprawach seksualnych, m.in. o życie seksualne w małżeństwie czy antykoncepcję. 
Pod koniec pierwszej wojny światowej Elise nawiązała bliską przyjaźń ze szwedzkim anarchosyndykalistycznym agitatorem pokojowym – Albertem Jensenem. Po pewnym czasie pobrali się, a Elise Ottesen zmieniła nazwisko na Ottesen-Jensen. Kiedy Jensen został wydalony z Norwegii, Ottar wyjechała z nim do Danii. Tam urodziła dziecko, które zmarło wkrótce po urodzeniu. 
Małżeństwo przeprowadziło się do Szwecji, gdzie Ottar poznała lekarza, który nauczył ją m.in. posługiwać się diafragmą. Następnie wyruszyła na swoją pierwszą podróż po Szwecji, od Skanii do Norrland, ucząc pracownice, jak unikać ciąży. Agitowała za prawem kobiet do korzystania z przyjemności seksualnej, bezpłatną aborcją, uchyleniem prawnego zakazu antykoncepcji, praw homoseksualistów i nie tylko. Jej działalność była niezgodna z prawem i groziły za nią kary. 
W latach dwudziestych Ottar regularnie pisała dla Arbetaren, gazety prowadzonej przez anarchosyndykalistyczny związek zawodowy – Centralną Organizację Szwedzkich Robotników. Jej  publicystyka koncentrowała się na kwestiach feministycznych. Po sporze z innymi redaktorami Arbetaren, w 1925 rozpoczęła wydawanie własnej gazety, Vi kvinnor (My, Kobiety), która jednak po niedługim czasie przestała się ukazywać. Parę lat później Elise pisała także dla anarchistycznego magazynu Brand.
W 1933 Ottar wraz z wieloma radykalnymi lekarzami i przedstawicielami związków zawodowych założyła Szwedzkie Stowarzyszenie Edukacji Seksualnej (szw. Riksförbundet för Sexuell Upplysning, RFSU). Została jego pierwszym dyrektorem i zajmowała to stanowisko do 1956. Elise była także jednym z założycieli Międzynarodowej Federacji Planowanego Rodzicielstwa (IPPF) w 1953.

## Wybrane publikacje
- Ovälkomna barn: ett ord till kvinnorna (1926)
- Människor i nöd: Det sexuella mörkrets offer (1932)
- ABC för ett lyckligt äktenskap (razem z Nils Nielsen, 1947)
- Och livet skrev (1965)
- Livet skrev vidare (1966)
- Arbetarrörelsen - männens eller mänsklighetens rörelse? (zbiór artykułów Ottensen-Jensen z Arbetaren oraz Brand z lat 20.,1980)